# Arno Ros
Arno Ros (1942, Hamburgo) é um filósofo alemão e professor de Filosofia Teórica na Universidade Otto von-Guericke em Magdeburg, Alemanha.

## Biografia

### Estudos e carreira acadêmica
Ros estudou línguas românicas, sociologia, literatura e filosofia em Hamburgo, Madrid e Coimbra. Ele recebeu seu doutorado em 1971, com a dissertação Sobre a teoria da narrativa literária. Ele obteve sua habilitação em Saarbrücken como assistente de Kuno Lorenz. O título de sua tese de habilitação foi A filosofia como uma crítica metodológica de sentido. Nos anos seguintes, Ros atuou como professor visitante em Hamburgo, Saarbrücken e Campinas (Brasil).

### Cátedra na Universidade de Magdeburg
Desde 1994 é professor de filosofia teórica na Universidade Otto von-Guericke Magdeburg. Seu principal foco está concentrado em problemas sistemáticos e históricos da teoria da argumentação com atenção especial dada à teoria dos conceitos (o conceito de conceito), bem como questões sistemáticas e históricas da filosofia da biologia e da psicologia, com especial referência aos aspectos filosóficos da problema mente corpo.
Entre seus alunos, ele é mais conhecido e apreciado pela precisão conceitual tanto na sua argumentação quanto no seu ensino. Em suas palestras ele toma um cuidado especial para examinar os problemas complexos da filosofia mantendo sempre uma clara distinção entre os seus componentes lógico-metodológicos de um lado e os históricos de outro.

## Publicações
Esta é uma seleção das obras de Arno Ros. A lista completa das publicações pode ser encontrada nos vínculos externos logo abaixo.

### Monografias
- 1972: Sobre a teoria da narrativa literária. Uma interpretação de Cuentos de Juan Rulfo. (Dissertação), Ateneu, Frankfurt a. M., 1972.
- 1979: Constituição do objeto e conceitos de actos linguísticos básicos, Hain, Königstein / Ts., 1979.
- 1983: A Epistemologia Genética de Jean Piaget. Resultados e problemas em aberto,Philosophische Rundschau, edição especial, JCB Mohr, Tubingen, 1983.
- 1983: A filosofia como uma crítica metódica do significado. Problemas de explicação conceitual, na tradição filosófica moderna de Kant a Wittgenstein.) (Tese de habilitação, não publicado, incorporada na obra Fundamentação e Conceito).
- 1990: Fundamentação e conceito. Uma abordagem lógico-genética das transformações na compreensão da argumentação conceitual, Meiner, Hamburg, 3 vols, 1008 páginas, ISBN 978-3-7873-0962-7.  Índice
  - 1989: Volume 1:Antigüidade, Antigüidade Tardia e da Idade Média.
  - 1990: Volume 2: Primeira modernidade
  - 1990: Volume 3:Filosofia Contemporânea (século 20)
- 2005: Matéria e Espírito. A investigação filosófica.Mentis, Paderborn, 2005, 686 páginas, ISBN 3-89785-397-3. http://www.uni-magdeburg.de/iphi/ar/content/MG/MG.pdf [Conteúdos]
  - «Resenha em alemão» (PDF). por J.R.J. Schirra (arquivo PDF; 127 kB)

### Artigos
- 1982: "Causalidade, explicações teleonômicas e teleológicas", in:Zeitschrift für allgemeine Wissenschaftstheorie, XIII/1982, p. 320-335. Versão online
- 1996: "Aspectos filosóficos do problema mente-matéria", in: 1996 Conferência inaugural na Faculdade de Ciências Humanas, Ciências Sociais e Educação da Universidade Otto von-Guericke Magdeburg, 1996. Versão online
- 1996: "Observações sobre a relação entre a neurofisiologia e a psicologia", in Zeitschrift für allgemeine Wissenschaftstheorie, 27/1996, p. 91-130. Versão online
- 1997: "Redução de identidade e abstração. Comentários sobre a discussão sobre a tese da identidade de fenômenos físicos e psicológicos na filosofia analítica". Em Astroh, Michael, Dietfried Gerhardus, Gerhard Heinzmann (ed.):Dialogisches Handeln. Festschrift für Kuno Lorenz., Spektrum, Heidelberg, Berlin, Oxford, 1997, p. 403-425. Versão online (em alemão) Versão online (em inglês)
- 1999: "O que é filosofia?", In Richard Raatzsch (eds):Philosophieren über Philosophie.Leipziger Universitätsverlag, Leipzig, 1999, p. 36-58. Versão online
- 2007: "A liberdade da vontade, autoridade e oportunidade", de Hans-Peter Krüger (eds):Hirn als  Subjekt? Philosophische Grenzfragen der Neurobiologie. Academy, Berlin, pp 305–348. Versão online
- 2007: "A autoconsciência imediata: Do que é feita e como pode ter evoluído.", In: Michael Pauen, Michael Schuette, Alexander Staudacher (eds):Begriff, Erklärung, Bewusstsein. Neue Beiträge zum Qualia-problema.Mentis, Paderborn, 2007, p. 273-305.
- 2008: "Causação mental e explicações mereológicas. Uma solução simples para um problema complexo.", In:Deutsche Zeitschrift für Philosophie, no prelo.